# Тукитуки (река)
Тукитуки — река на востоке Северного острова Новой Зеландии. Длина реки 117 километров. Начинается на территории региона Манавату-Уангануи на восточном склоне горного хребта Руахине, затем течёт на восток и, потом, на северо-восток и впадает в Тихий океан в южной части залива Хок.
На реке расположены населённые пункты Уэйпекеро, Хэвлок-Северный и Хаумоана. Около устья расположен город Хейстингс.

### Этимология
Название Тукитуки переводится на русский как «снести», предположительно связано с силой потока реки. Согласно легенде маори, в южном конце реки живут две танивы, которые сражались за умершего мальчика, упавшего в озеро. Считалось, что борьба двух танишв разделила одну реку на две реки — реку Уэйпава и реку Тукитуки, поэтому озеро иссохло.